# Defilada (film)
Defilada – polski film dokumentalny z 1989 roku w reżyserii Andrzeja Fidyka.
Przedstawiając defiladę z okazji 40. rocznicy proklamowania KRLD (Korea Północna) i dojścia do władzy Kim Ir Sena, ukazuje skrajność, jaką może osiągnąć kult jednostki w reżimie totalitarnym. Film Fidyka demonstruje, jak w państwie o pozornie republikańskim ustroju w istocie powstał nowy rodzaj religii, gdzie fanatycznie czczonym bogiem jest Kim Ir Sen. Krzysztof Biedrzycki opisywał Defiladę jako „na pozór beznamiętny reportaż z Korei Północnej, w istocie ironiczny, a zarazem przerażający obraz komunizmu w czystej postaci”. Sami północni Koreańczycy nie traktowali jednak filmu jako krytyki rządów totalitarnych, lecz jako ich pochwałę.
W 1989, na festiwalu Prix Italia w Perugii, Defilada została wyróżniona Nagrodą im. Willy'ego De Luca w kategorii „Dokument” (ang. Willy De Luca Prize for Documentaries).

## Ekipa
- reżyseria: Andrzej Fidyk
- scenariusz: Andrzej Fidyk
- zdjęcia: Mikołaj Nesterowicz, Krzysztof Kalukin
- montaż: Jolanta Kreczmańska
- dźwięk: Jacek Bąk